# Luzula chilensis
Luzula chilensis là một loài thực vật có hoa trong họ Juncaceae. Loài này được Nees & Meyen ex Kunth mô tả khoa học đầu tiên năm 1841.